# Snowboarding

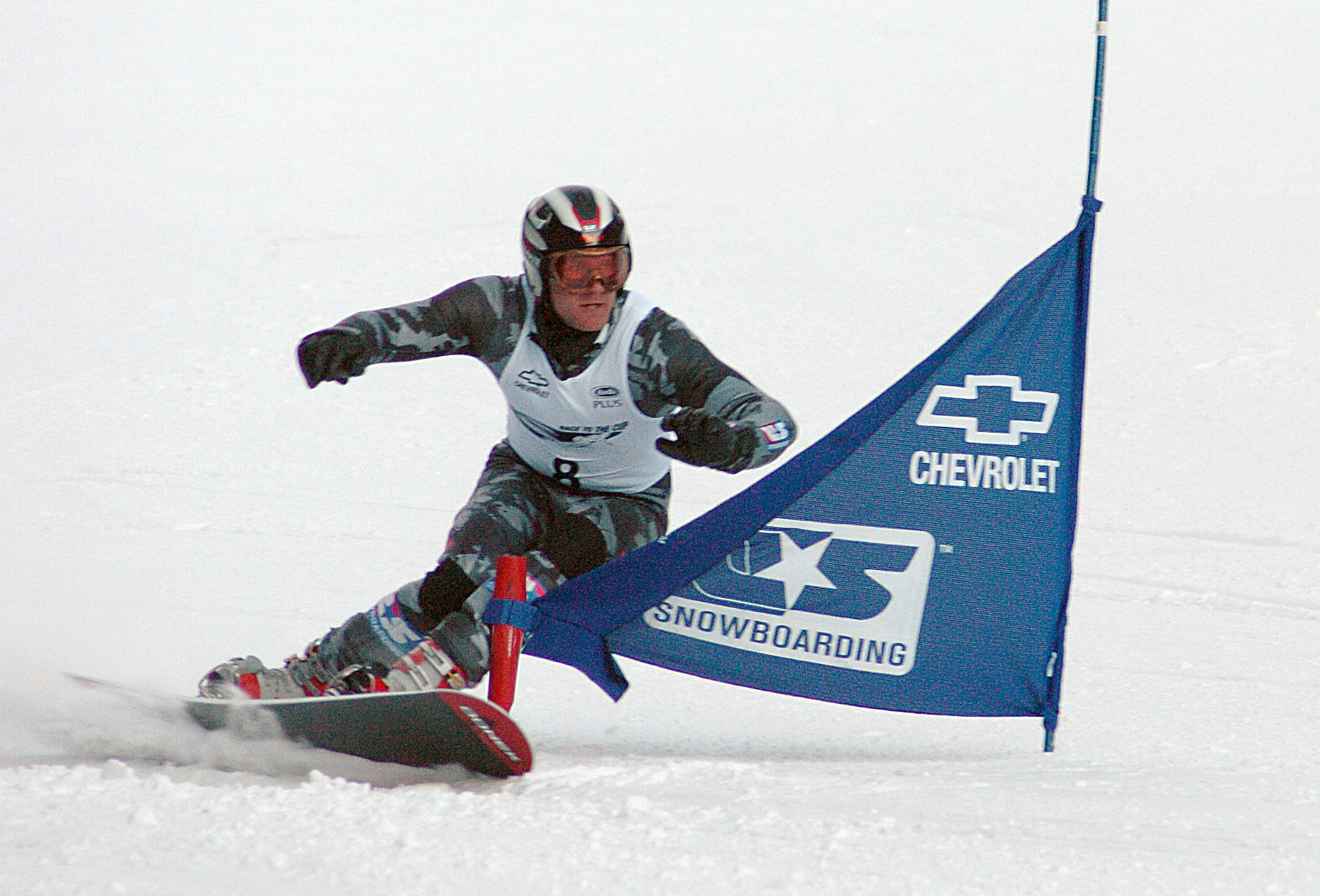
Ryan McDonald w czasie slalomu

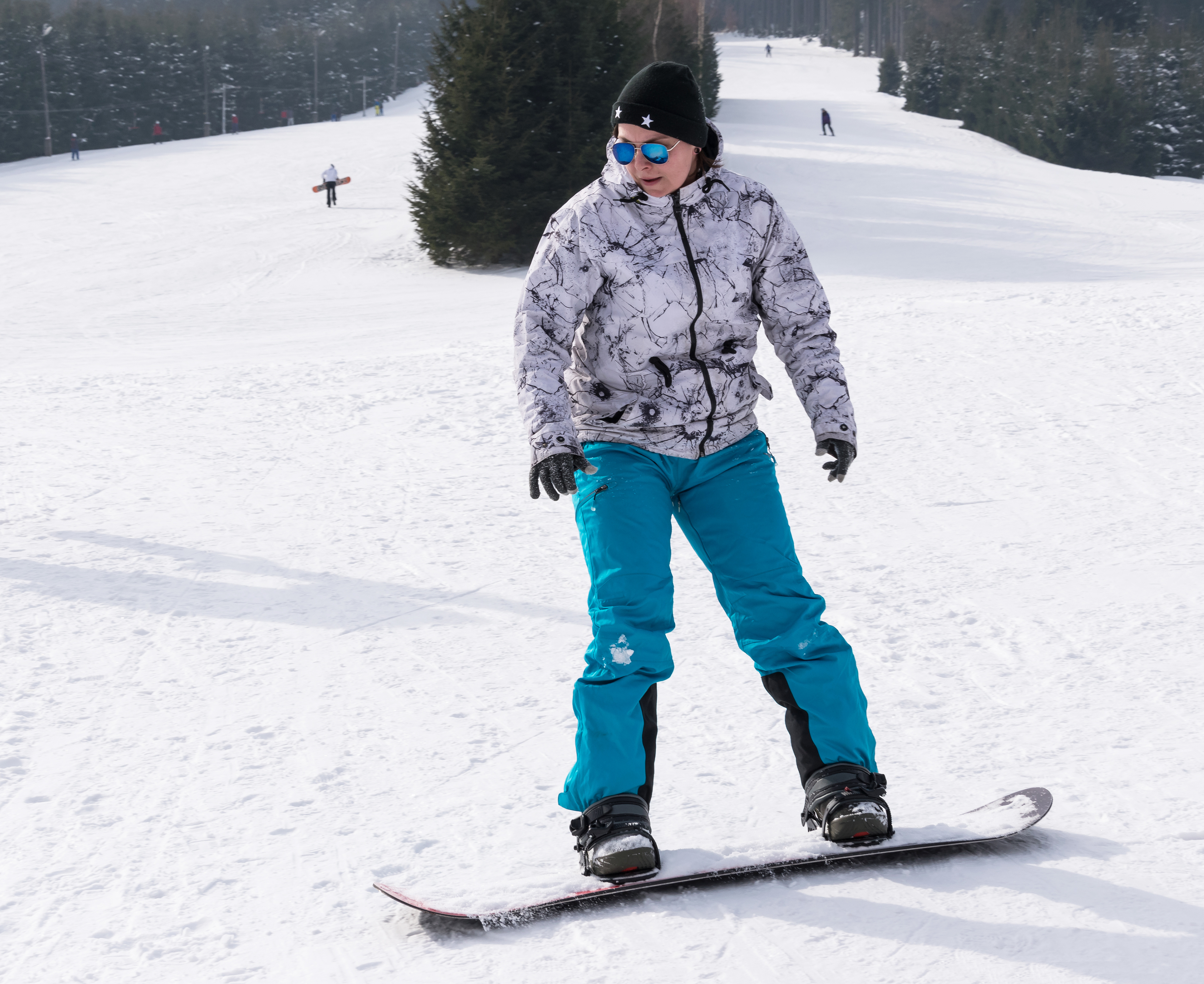
Snowboardzistka amatorka

Snowboarding – sport zimowy polegający na jeździe lub wykonywaniu manewrów na desce snowboardowej. Za początek snowboardingu można uznać rok 1965, kiedy Sherman Poppen wymyślił „snurfera”, choć zjeżdżanie po zaśnieżonym stoku na jednej desce było praktykowane już wcześniej. Dyscyplina wprowadzona została do programu Zimowych Igrzysk Olimpijskich w 1998 roku (konkurencje slalom gigant i half-pipe).

## Konkurencje/style
Konkurencje i style uprawiania snowboardingu można podzielić na cztery grupy:
Freestyle – styl polegający na wykonywaniu jak najefektowniejszych trików, głównie z wykorzystaniem konstrukcji takich jak skocznie, raile, boxy. Można go uprawiać zarówno na górskich stokach jak i w snowparkach, czy w mieście. Składają się na niego takie konkurencje i style jak Half-pipe, Big air, Slopestyle, Jibbing. Podstawowym trikiem jest Ollie.
Styl alpejski – skupia się na jak najlepszej kontroli nad deską podczas jazdy po przygotowanym stoku. Można tutaj wyróżnić jazdę wyścigową i Extremecarving.
Freeride – polega na jeżdżeniu poza przygotowanymi trasami.
Snowcross (snowboard cross, boardercross) – jazda na czas po trasie z przeszkodami. W finałach zawodów snowcrossowych zwykle ściga się 4 lub 6 zawodników, z których szybsza połowa przechodzi do następnego etapu.

### Konkurencje olimpijskie (rok wprowadzenia)
- Half-pipe (1998)
- Slalom gigant równoległy (2002)
- Snowboard cross (2006)
- Slopestyle (2014)
- Slalom równoległy (2014)
- Big air (2018)

Na Igrzyskach w 1998 roku rozgrywany był jedyny raz pojedynczy slalom gigant. Konkurencja slalomu równoległego odbyła się  na Igrzyskach w Soczi. W 2018 na Igrzyskach w Pjongczangu konkurencja została zastąpiona Big Airem.